# شهرک امام خمینی (بندر لنگه)
شهرک امام خمینی، روستایی در دهستان حومه بخش مرکزی شهرستان بندر لنگه در استان هرمزگان ایران است.

## جمعیت
بر پایه سرشماری عمومی نفوس و مسکن در سال ۱۳۹۵، جمعیت این روستا برابر با ۴۴۳ نفر (۱۰۴ خانوار) بوده‌است.